# Guillermo Stábile
Guillermo António Stábile (Buenos Aires, 17 gennaio 1905 – Buenos Aires, 26 dicembre 1966) è stato un allenatore di calcio e calciatore argentino, di ruolo attaccante.
Conosciuto in Sudamerica come El filtrador, coi sei successi raggiunti dal 1941 al 1957 è l'allenatore più vincente della storia della Coppa America. Con 8 reti, è il terzo migliore marcatore dell'Argentina ai Mondiali.

## Caratteristiche tecniche
Giocava come centravanti.

## Carriera

### Giocatore

#### Club
Quarto di dieci fratelli di una famiglia di origine italiana, iniziò nell'Huracán, squadra di Buenos Aires, dove giocò dal 1924 al 1930. Al termine dell'esperienza con gli argentini si trasferì in Europa per giocare nel Genova 1893, squadra con la quale totalizzò 41 partite con 15 reti, segnando una tripletta all'esordio nell'incontro del 16 novembre 1930 contro il Bologna, che terminò 3-1 per i Grifoni.
L'esperienza rossoblu fu tormentata dagli infortuni: il primo avvenne il 29 marzo 1931, quando in un'amichevole con l'Alessandria si spezzò il perone della gamba destra in uno scontro di gioco con il portiere avversario Rapetti. Il secondo grave infortunio lo colpì il 26 marzo 1933 nell'incontro Genova 1893-Fiorentina in uno scontro con il viola Giuseppe Galluzzi, dove nuovamente si spezzò la gamba destra. L'ultimo grave infortunio lo colpì il 17 settembre 1933, nell'incontro che vide i rossoblù opporsi al Napoli, dove si procurò una lesione ai legamenti della gamba destra.
Nonostante questa serie di infortuni, nel 1934 fu ingaggiato in prestito dal Napoli, dove rimase una sola stagione, disputando 20 gare. Nel 1935 tornò brevemente al Genova 1893, dove giocò un unico incontro, segnando una rete, prima di riscattare nell'ottobre dello stesso anno il proprio cartellino e trasferirsi in Francia per indossare la maglia del Red Star di Parigi, club nel quale chiuse la carriera nel 1937.

#### Nazionale
È ricordato per essere stato il primo capocannoniere nella storia del Campionato mondiale di calcio, avendo segnato 8 reti in 4 partite giocate nell'edizione del 1930, 3 al Messico, 2 al Cile, 2 agli USA ed 1 all'Uruguay.

### Allenatore
Dopo il suo ritiro diresse per 127 partite la Nazionale argentina, fra il 1939 e il 1958 e poi nel 1960, diventando uno dei pochissimi allenatori che hanno superato le cento panchine con una rappresentativa nazionale.

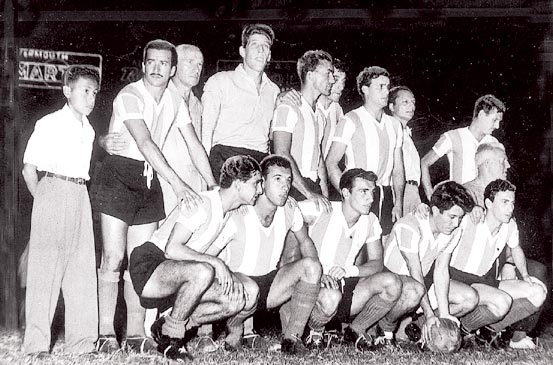
La nazionale argentina nel 1957: Giménez, Stábile, Domínguez, Dellacha, Rossi, Vairo e Schadlein; accosciati: Corbatta, Maschio, Angelillo, Sívori e Cruz.

Ebbe le prime esperienze su una panchina al Genova 1893, dove, a causa di un grave infortunio che lo tenne lungamente lontano dal campo di gioco, ricoprì il ruolo di secondo di Luigi Burlando.
La prima vera panchina fu però quella del Red Star, dove inizialmente ricoprì il doppio ruolo di giocatore e allenatore e infine di solo allenatore dopo il ritiro dall'attività agonistica.
L'esperienza europea si concluse nel 1939, quando tornò in patria per guidare il San Lorenzo e la Nazionale argentina.
Nel 1940 tornò all'Huracan, dopo dieci anni, questa volta in veste di allenatore. Con il club di Buenos Aires rimase nove anni.
Il periodo migliore come allenatore di club lo passò al Racing Club, allenato dal 1949 al 1954, vincendo tre campionati argentini consecutivi dal 1949 al 1951.
Benché allenatore di club, Stábile continuò a guidare la nazionale biancoceleste, vincendo sei edizioni della Coppa America, dal 1941 al 1957.
Al momento della sua morte era direttore della scuola federale per allenatori; pochi mesi prima, alla vigilia dei mondiali inglesi del 1966, più parti lo volevano di nuovo CT della nazionale argentina.
Il Genoa lo ha inserito nella sua Hall of fame.

## Statistiche

### Presenze e reti nei club
| Stagione  | Club        | Campionato | Campionato | Campionato | Campionato |
| Stagione  | Club        | Comp       | Pres       | Reti       |            |
| --------- | ----------- | ---------- | ---------- | ---------- | ---------- |
| 1923-1924 | Huracán     | A          | 1          | 0          |            |
| 1924-1925 | Huracán     | A          | 10         | 4          |            |
| 1925-1926 | Huracán     | A          | 25         | 14         |            |
| 1926-1927 | Huracán     | A          | 25         | 25         |            |
| 1927-1928 | Huracán     | A          | 17         | 25         |            |
| 1928-1929 | Huracán     | A          | 17         | 22         |            |
| 1929-1930 | Huracán     | A          | 24         | 12         |            |
| 1930-1931 | Genova 1893 | A          | 13         | 6          |            |
| 1931-1932 | Genova 1893 | A          | 0          | 0          |            |
| 1932-1933 | Genova 1893 | A          | 14         | 6          |            |
| 1933-1934 | Genova 1893 | A          | 14         | 3          |            |
| 1934-1935 | Napoli      | A          | 20         | 0          |            |
| 1935-1936 | Genova 1893 | A          | 1          | 1          |            |
| 1936-1937 | Red Star    | A          | 19         | 2          |            |

### Allenatore

#### Panchine da commissario tecnico della nazionale argentina[6]
| Cronologia completa delle presenze e delle reti in nazionale ― Argentina | Cronologia completa delle presenze e delle reti in nazionale ― Argentina | Cronologia completa delle presenze e delle reti in nazionale ― Argentina | Cronologia completa delle presenze e delle reti in nazionale ― Argentina | Cronologia completa delle presenze e delle reti in nazionale ― Argentina | Cronologia completa delle presenze e delle reti in nazionale ― Argentina | Cronologia completa delle presenze e delle reti in nazionale ― Argentina | Cronologia completa delle presenze e delle reti in nazionale ― Argentina |
| Data                                                                     | Città                                                                    | In casa                                                                  | Risultato                                                                | Ospiti                                                                   | Competizione                                                             | Reti                                                                     | Note                                                                     |
| ------------------------------------------------------------------------ | ------------------------------------------------------------------------ | ------------------------------------------------------------------------ | ------------------------------------------------------------------------ | ------------------------------------------------------------------------ | ------------------------------------------------------------------------ | ------------------------------------------------------------------------ | ------------------------------------------------------------------------ |
| 14-8-1939                                                                | Asunción                                                                 | Paraguay                                                                 | 0 – 1                                                                    | Argentina                                                                | Copa Rosa Chevallier Boutell                                             | -                                                                        |                                                                          |
| 16-8-1939                                                                | Asunción                                                                 | Paraguay                                                                 | 2 – 2                                                                    | Argentina                                                                | Copa Rosa Chevallier Boutell                                             | -                                                                        |                                                                          |
| 18-2-1940                                                                | San Paolo                                                                | Brasile                                                                  | 2 – 3                                                                    | Argentina                                                                | Copa Roca                                                                | -                                                                        |                                                                          |
| 18-2-1940                                                                | Avellaneda                                                               | Argentina                                                                | 3 – 1                                                                    | Paraguay                                                                 | Copa Rosa Chevallier Boutell                                             | -                                                                        |                                                                          |
| 25-2-1940                                                                | San Paolo                                                                | Brasile                                                                  | 0 – 3                                                                    | Argentina                                                                | Copa Roca                                                                | -                                                                        |                                                                          |
| 25-2-1940                                                                | Asunción                                                                 | Paraguay                                                                 | 0 – 4                                                                    | Argentina                                                                | Copa Rosa Chevallier Boutell                                             | -                                                                        |                                                                          |
| 2-3-1940                                                                 | Buenos Aires                                                             | Argentina                                                                | 4 – 1                                                                    | Cile                                                                     | Copa Presidente de Chile                                                 | -                                                                        |                                                                          |
| 5-3-1940                                                                 | Buenos Aires                                                             | Argentina                                                                | 6 – 1                                                                    | Brasile                                                                  | Copa Roca                                                                | -                                                                        |                                                                          |
| 9-3-1940                                                                 | Buenos Aires                                                             | Argentina                                                                | 3 – 2                                                                    | Cile                                                                     | Copa Presidente de Chile                                                 | -                                                                        |                                                                          |
| 10-3-1940                                                                | Buenos Aires                                                             | Argentina                                                                | 2 – 3                                                                    | Brasile                                                                  | Copa Roca                                                                | -                                                                        |                                                                          |
| 17-3-1940                                                                | Avellaneda                                                               | Argentina                                                                | 5 – 1                                                                    | Brasile                                                                  | Copa Roca                                                                | -                                                                        |                                                                          |
| 18-7-1940                                                                | Montevideo                                                               | Uruguay                                                                  | 3 – 0                                                                    | Argentina                                                                | Copa Héctor Gómez                                                        | -                                                                        |                                                                          |
| 15-8-1940                                                                | Buenos Aires                                                             | Argentina                                                                | 5 – 0                                                                    | Uruguay                                                                  | Copa Juan R. Mignaburu                                                   | -                                                                        |                                                                          |
| 5-1-1941                                                                 | Santiago del Cile                                                        | Cile                                                                     | 1 – 2                                                                    | Argentina                                                                | Copa Presidente de Argentina                                             | -                                                                        |                                                                          |
| 9-1-1941                                                                 | Santiago del Cile                                                        | Cile                                                                     | 2 – 5                                                                    | Argentina                                                                | Copa Presidente de Argentina                                             | -                                                                        |                                                                          |
| 19-1-1941                                                                | Lima                                                                     | Perù                                                                     | 1 – 1                                                                    | Argentina                                                                | Copa Roque Sáenz Peña                                                    | -                                                                        |                                                                          |
| 26-1-1941                                                                | Lima                                                                     | Perù                                                                     | 1 – 1                                                                    | Argentina                                                                | Copa Roque Sáenz Peña                                                    | -                                                                        |                                                                          |
| 29-1-1941                                                                | Lima                                                                     | Perù                                                                     | 0 – 3                                                                    | Argentina                                                                | Copa Roque Sáenz Peña                                                    | -                                                                        |                                                                          |
| 12-2-1941                                                                | Santiago del Cile                                                        | Argentina                                                                | 2 – 1                                                                    | Perù                                                                     | Campeonato Sudamericano de Football 1941                                 | -                                                                        |                                                                          |
| 16-2-1941                                                                | Santiago del Cile                                                        | Argentina                                                                | 6 – 1                                                                    | Ecuador                                                                  | Campeonato Sudamericano de Football 1941                                 | -                                                                        |                                                                          |
| 23-2-1941                                                                | Santiago del Cile                                                        | Cile                                                                     | 0 – 1                                                                    | Argentina                                                                | Campeonato Sudamericano de Football 1941                                 | -                                                                        |                                                                          |
| 4-3-1941                                                                 | Santiago del Cile                                                        | Cile                                                                     | 0 – 1                                                                    | Argentina                                                                | Campeonato Sudamericano de Football 1941                                 | -                                                                        |                                                                          |
| 11-1-1942                                                                | Montevideo                                                               | Argentina                                                                | 4 – 3                                                                    | Paraguay                                                                 | Campeonato Sudamericano de Football 1941                                 | -                                                                        |                                                                          |
| 17-1-1942                                                                | Montevideo                                                               | Argentina                                                                | 2 – 1                                                                    | Brasile                                                                  | Campeonato Sudamericano de Football 1942                                 | -                                                                        |                                                                          |
| 22-1-1942                                                                | Montevideo                                                               | Argentina                                                                | 12 – 0                                                                   | Ecuador                                                                  | Campeonato Sudamericano de Football 1942                                 | -                                                                        |                                                                          |
| 25-1-1942                                                                | Montevideo                                                               | Argentina                                                                | 3 – 0                                                                    | Perù                                                                     | Campeonato Sudamericano de Football 1942                                 | -                                                                        |                                                                          |
| 31-1-1942                                                                | Montevideo                                                               | Argentina                                                                | 0 – 0                                                                    | Cile                                                                     | Campeonato Sudamericano de Football 1942                                 | -                                                                        | [ 7 ]                                                                    |
| 7-2-1942                                                                 | Montevideo                                                               | Uruguay                                                                  | 1 – 0                                                                    | Argentina                                                                | Campeonato Sudamericano de Football 1942                                 | -                                                                        |                                                                          |
| 25-5-1942                                                                | Buenos Aires                                                             | Argentina                                                                | 4 – 1                                                                    | Uruguay                                                                  | Copa Newton                                                              | -                                                                        |                                                                          |
| 25-8-1942                                                                | Montevideo                                                               | Uruguay                                                                  | 1 – 1                                                                    | Argentina                                                                | Copa Lipton                                                              | -                                                                        |                                                                          |
| 28-3-1943                                                                | Buenos Aires                                                             | Argentina                                                                | 3 – 3                                                                    | Uruguay                                                                  | Copa Juan R. Mignaburu                                                   | -                                                                        |                                                                          |
| 4-4-1943                                                                 | Montevideo                                                               | Uruguay                                                                  | 0 – 1                                                                    | Argentina                                                                | Copa Héctor Gómez                                                        | -                                                                        |                                                                          |
| 10-7-1943                                                                | Asunción                                                                 | Paraguay                                                                 | 2 – 5                                                                    | Argentina                                                                | Copa Rosa Chevallier Boutell                                             | -                                                                        |                                                                          |
| 11-7-1943                                                                | Asunción                                                                 | Paraguay                                                                 | 2 – 1                                                                    | Argentina                                                                | Copa Rosa Chevallier Boutell                                             | -                                                                        |                                                                          |
| 6-1-1945                                                                 | Buenos Aires                                                             | Argentina                                                                | 5 – 2                                                                    | Paraguay                                                                 | Copa Rosa Chevallier Boutell                                             | -                                                                        |                                                                          |
| 9-1-1945                                                                 | Buenos Aires                                                             | Argentina                                                                | 5 – 3                                                                    | Paraguay                                                                 | Copa Rosa Chevallier Boutell                                             | -                                                                        |                                                                          |
| 18-1-1945                                                                | Santiago del Cile                                                        | Argentina                                                                | 4 – 0                                                                    | Bolivia                                                                  | Campeonato Sudamericano de Football 1945                                 | -                                                                        |                                                                          |
| 31-1-1945                                                                | Santiago del Cile                                                        | Argentina                                                                | 4 – 2                                                                    | Ecuador                                                                  | Campeonato Sudamericano de Football 1945                                 | -                                                                        |                                                                          |
| 7-2-1945                                                                 | Santiago del Cile                                                        | Argentina                                                                | 9 – 1                                                                    | Colombia                                                                 | Campeonato Sudamericano de Football 1945                                 | -                                                                        |                                                                          |
| 11-2-1945                                                                | Santiago del Cile                                                        | Cile                                                                     | 1 – 1                                                                    | Argentina                                                                | Campeonato Sudamericano de Football 1945                                 | -                                                                        |                                                                          |
| 15-2-1945                                                                | Santiago del Cile                                                        | Argentina                                                                | 3 – 1                                                                    | Brasile                                                                  | Campeonato Sudamericano de Football 1945                                 | -                                                                        |                                                                          |
| 25-2-1945                                                                | Santiago del Cile                                                        | Argentina                                                                | 1 – 0                                                                    | Uruguay                                                                  | Campeonato Sudamericano de Football 1945                                 | -                                                                        |                                                                          |
| 7-7-1945                                                                 | Asunción                                                                 | Paraguay                                                                 | 5 – 1                                                                    | Argentina                                                                | Copa Rosa Chevallier Boutell                                             | -                                                                        |                                                                          |
| 9-7-1945                                                                 | Asunción                                                                 | Paraguay                                                                 | 1 – 3                                                                    | Argentina                                                                | Copa Rosa Chevallier Boutell                                             | -                                                                        |                                                                          |
| 18-7-1945                                                                | Montevideo                                                               | Uruguay                                                                  | 2 – 2                                                                    | Argentina                                                                | Copa Lipton                                                              | -                                                                        |                                                                          |
| 15-8-1945                                                                | Buenos Aires                                                             | Argentina                                                                | 6 – 2                                                                    | Uruguay                                                                  | Copa Newton                                                              | -                                                                        |                                                                          |
| 16-12-1945                                                               | San Paolo                                                                | Brasile                                                                  | 3 – 4                                                                    | Argentina                                                                | Copa Roca                                                                | -                                                                        |                                                                          |
| 20-12-1945                                                               | Rio de Janeiro                                                           | Brasile                                                                  | 6 – 2                                                                    | Argentina                                                                | Copa Roca                                                                | -                                                                        |                                                                          |
| 23-12-1945                                                               | Rio de Janeiro                                                           | Brasile                                                                  | 3 – 1                                                                    | Argentina                                                                | Copa Roca                                                                | -                                                                        |                                                                          |
| 12-1-1946                                                                | Buenos Aires                                                             | Argentina                                                                | 2 – 0                                                                    | Paraguay                                                                 | Campeonato Sudamericano de Football 1946                                 | -                                                                        |                                                                          |
| 19-1-1946                                                                | Buenos Aires                                                             | Argentina                                                                | 7 – 1                                                                    | Bolivia                                                                  | Campeonato Sudamericano de Football 1946                                 | -                                                                        |                                                                          |
| 26-1-1946                                                                | Buenos Aires                                                             | Argentina                                                                | 3 – 1                                                                    | Cile                                                                     | Campeonato Sudamericano de Football 1946                                 | -                                                                        |                                                                          |
| 2-2-1946                                                                 | Buenos Aires                                                             | Argentina                                                                | 3 – 1                                                                    | Uruguay                                                                  | Campeonato Sudamericano de Football 1946                                 | -                                                                        |                                                                          |
| 10-2-1946                                                                | Buenos Aires                                                             | Argentina                                                                | 2 – 0                                                                    | Brasile                                                                  | Campeonato Sudamericano de Football 1946                                 | -                                                                        |                                                                          |
| 2-12-1947                                                                | Guayaquil                                                                | Argentina                                                                | 6 – 0                                                                    | Paraguay                                                                 | Campeonato Sudamericano de Football 1947                                 | -                                                                        |                                                                          |
| 4-12-1947                                                                | Guayaquil                                                                | Argentina                                                                | 7 – 0                                                                    | Bolivia                                                                  | Campeonato Sudamericano de Football 1947                                 | -                                                                        |                                                                          |
| 11-12-1947                                                               | Guayaquil                                                                | Argentina                                                                | 3 – 2                                                                    | Perù                                                                     | Campeonato Sudamericano de Football 1947                                 | -                                                                        |                                                                          |
| 16-12-1947                                                               | Guayaquil                                                                | Argentina                                                                | 1 – 1                                                                    | Cile                                                                     | Campeonato Sudamericano de Football 1947                                 | -                                                                        |                                                                          |
| 18-12-1947                                                               | Guayaquil                                                                | Argentina                                                                | 6 – 0                                                                    | Colombia                                                                 | Campeonato Sudamericano de Football 1947                                 | -                                                                        |                                                                          |
| 25-12-1947                                                               | Guayaquil                                                                | Ecuador                                                                  | 0 – 2                                                                    | Argentina                                                                | Campeonato Sudamericano de Football 1947                                 | -                                                                        |                                                                          |
| 28-12-1947                                                               | Guayaquil                                                                | Argentina                                                                | 3 – 1                                                                    | Uruguay                                                                  | Campeonato Sudamericano de Football 1947                                 | -                                                                        |                                                                          |
| 25-3-1950                                                                | Buenos Aires                                                             | Argentina                                                                | 2 – 2                                                                    | Paraguay                                                                 | Copa Rosa Chevallier Boutell                                             | -                                                                        |                                                                          |
| 29-3-1950                                                                | Buenos Aires                                                             | Argentina                                                                | 4 – 0                                                                    | Paraguay                                                                 | Copa Rosa Chevallier Boutell                                             | -                                                                        |                                                                          |
| 9-5-1951                                                                 | Londra                                                                   | Inghilterra                                                              | 2 – 1                                                                    | Argentina                                                                | Amichevole                                                               | -                                                                        |                                                                          |
| 13-5-1951                                                                | Dublino                                                                  | Irlanda                                                                  | 0 – 1                                                                    | Argentina                                                                | Amichevole                                                               | -                                                                        |                                                                          |
| 7-12-1952                                                                | Madrid                                                                   | Spagna                                                                   | 0 – 1                                                                    | Argentina                                                                | Amichevole                                                               | -                                                                        |                                                                          |
| 14-12-1952                                                               | Lisbona                                                                  | Portogallo                                                               | 1 – 3                                                                    | Argentina                                                                | Amichevole                                                               | -                                                                        |                                                                          |
| 14-5-1953                                                                | Buenos Aires                                                             | Argentina                                                                | 3 – 1                                                                    | Inghilterra                                                              | Amichevole                                                               | -                                                                        |                                                                          |
| 17-5-1953                                                                | Buenos Aires                                                             | Argentina                                                                | 0 – 0                                                                    | Inghilterra                                                              | Amichevole                                                               | -                                                                        |                                                                          |
| 5-7-1953                                                                 | Buenos Aires                                                             | Argentina                                                                | 1 – 0                                                                    | Spagna                                                                   | Amichevole                                                               | -                                                                        |                                                                          |
| 28-11-1954                                                               | Lisbona                                                                  | Portogallo                                                               | 1 – 3                                                                    | Argentina                                                                | Amichevole                                                               | -                                                                        |                                                                          |
| 5-12-1954                                                                | Roma                                                                     | Italia                                                                   | 2 – 0                                                                    | Argentina                                                                | Amichevole                                                               | -                                                                        |                                                                          |
| 2-3-1955                                                                 | Santiago del Cile                                                        | Argentina                                                                | 5 – 3                                                                    | Paraguay                                                                 | Campeonato Sudamericano de Football 1955                                 | -                                                                        |                                                                          |
| 9-3-1955                                                                 | Santiago del Cile                                                        | Argentina                                                                | 4 – 0                                                                    | Ecuador                                                                  | Campeonato Sudamericano de Football 1955                                 | -                                                                        |                                                                          |
| 16-3-1955                                                                | Santiago del Cile                                                        | Argentina                                                                | 2 – 2                                                                    | Perù                                                                     | Campeonato Sudamericano de Football 1955                                 | -                                                                        |                                                                          |
| 27-3-1955                                                                | Santiago del Cile                                                        | Argentina                                                                | 6 – 1                                                                    | Uruguay                                                                  | Campeonato Sudamericano de Football 1955                                 | -                                                                        |                                                                          |
| 30-3-1955                                                                | Santiago del Cile                                                        | Cile                                                                     | 0 – 1                                                                    | Argentina                                                                | Campeonato Sudamericano de Football 1955                                 | -                                                                        |                                                                          |
| 22-1-1956                                                                | Montevideo                                                               | Argentina                                                                | 2 – 1                                                                    | Perù                                                                     | Campeonato Sudamericano de Football 1956                                 | -                                                                        |                                                                          |
| 29-1-1956                                                                | Montevideo                                                               | Argentina                                                                | 2 – 0                                                                    | Cile                                                                     | Campeonato Sudamericano de Football 1956                                 | -                                                                        |                                                                          |
| 1-2-1956                                                                 | Montevideo                                                               | Argentina                                                                | 1 – 0                                                                    | Paraguay                                                                 | Campeonato Sudamericano de Football 1956                                 | -                                                                        |                                                                          |
| 5-2-1956                                                                 | Montevideo                                                               | Brasile                                                                  | 1 – 0                                                                    | Argentina                                                                | Campeonato Sudamericano de Football 1956                                 | -                                                                        |                                                                          |
| 15-2-1956                                                                | Montevideo                                                               | Uruguay                                                                  | 1 – 0                                                                    | Argentina                                                                | Campeonato Sudamericano de Football 1956                                 | -                                                                        |                                                                          |
| 28-2-1956                                                                | Città del Messico                                                        | Argentina                                                                | 0 – 0                                                                    | Perù                                                                     | Campionato Panamericano 1956                                             | -                                                                        |                                                                          |
| 6-3-1956                                                                 | Città del Messico                                                        | Argentina                                                                | 4 – 3                                                                    | Costa Rica                                                               | Campionato Panamericano 1956                                             | -                                                                        |                                                                          |
| 11-3-1956                                                                | Città del Messico                                                        | Argentina                                                                | 3 – 0                                                                    | Cile                                                                     | Campionato Panamericano 1956                                             | -                                                                        |                                                                          |
| 13-3-1956                                                                | Città del Messico                                                        | Messico                                                                  | 0 – 0                                                                    | Argentina                                                                | Campionato Panamericano 1956                                             | -                                                                        |                                                                          |
| 18-3-1956                                                                | Città del Messico                                                        | Brasile                                                                  | 2 – 2                                                                    | Argentina                                                                | Campionato Panamericano 1956                                             | -                                                                        |                                                                          |
| 24-6-1956                                                                | Buenos Aires                                                             | Argentina                                                                | 1 – 0                                                                    | Italia                                                                   | Amichevole                                                               | -                                                                        |                                                                          |
| 1-7-1956                                                                 | Montevideo                                                               | Uruguay                                                                  | 1 – 2                                                                    | Argentina                                                                | Coppa dell'Atlantico                                                     | -                                                                        |                                                                          |
| 8-7-1956                                                                 | Avellaneda                                                               | Argentina                                                                | 0 – 0                                                                    | Brasile                                                                  | Coppa dell'Atlantico                                                     | -                                                                        |                                                                          |
| 15-8-1956                                                                | Asunción                                                                 | Paraguay                                                                 | 0 – 1                                                                    | Argentina                                                                | Copa Rosa Chevallier Boutell                                             | -                                                                        |                                                                          |
| 19-8-1956                                                                | Buenos Aires                                                             | Argentina                                                                | 1 – 0                                                                    | Cecoslovacchia                                                           | Amichevole                                                               | -                                                                        |                                                                          |
| 10-10-1956                                                               | Paysandú                                                                 | Uruguay                                                                  | 1 – 2                                                                    | Argentina                                                                | Amichevole                                                               | -                                                                        |                                                                          |
| 14-11-1956                                                               | Buenos Aires                                                             | Argentina                                                                | 2 – 2                                                                    | Uruguay                                                                  | Amichevole                                                               | -                                                                        |                                                                          |
| 5-12-1956                                                                | Rio de Janeiro                                                           | Brasile                                                                  | 1 – 2                                                                    | Argentina                                                                | Coppa Raúl H. Colombo                                                    | -                                                                        | [ 8 ]                                                                    |
| 13-3-1957                                                                | Lima                                                                     | Argentina                                                                | 8 – 2                                                                    | Colombia                                                                 | Campeonato Sudamericano de Football 1957                                 | -                                                                        |                                                                          |
| 17-3-1957                                                                | Lima                                                                     | Argentina                                                                | 3 – 0                                                                    | Ecuador                                                                  | Campeonato Sudamericano de Football 1957                                 | -                                                                        |                                                                          |
| 20-3-1957                                                                | Lima                                                                     | Argentina                                                                | 4 – 0                                                                    | Uruguay                                                                  | Campeonato Sudamericano de Football 1957                                 | -                                                                        |                                                                          |
| 28-3-1957                                                                | Lima                                                                     | Argentina                                                                | 6 – 2                                                                    | Cile                                                                     | Campeonato Sudamericano de Football 1957                                 | -                                                                        |                                                                          |
| 3-4-1957                                                                 | Lima                                                                     | Argentina                                                                | 3 – 0                                                                    | Brasile                                                                  | Campeonato Sudamericano de Football 1957                                 | -                                                                        |                                                                          |
| 6-4-1957                                                                 | Lima                                                                     | Perù                                                                     | 1 – 2                                                                    | Argentina                                                                | Campeonato Sudamericano de Football 1957                                 | -                                                                        |                                                                          |
| 9-4-1957                                                                 | Lima                                                                     | Perù                                                                     | 1 – 4                                                                    | Argentina                                                                | Amichevole                                                               | -                                                                        |                                                                          |
| 23-5-1957                                                                | Montevideo                                                               | Uruguay                                                                  | 0 – 0                                                                    | Argentina                                                                | Copa Newton                                                              | -                                                                        |                                                                          |
| 5-6-1957                                                                 | Buenos Aires                                                             | Argentina                                                                | 1 – 1                                                                    | Uruguay                                                                  | Copa Lipton                                                              | -                                                                        |                                                                          |
| 7-7-1957                                                                 | Rio de Janeiro                                                           | Brasile                                                                  | 1 – 2                                                                    | Argentina                                                                | Copa Roca                                                                | -                                                                        |                                                                          |
| 10-7-1957                                                                | San Paolo                                                                | Brasile                                                                  | 2 – 0 dts                                                                | Argentina                                                                | Copa Roca                                                                | -                                                                        |                                                                          |
| 6-10-1957                                                                | La Paz                                                                   | Bolivia                                                                  | 2 – 0                                                                    | Argentina                                                                | Qual. Mondiali 1958                                                      | -                                                                        |                                                                          |
| 13-10-1957                                                               | Santiago del Cile                                                        | Cile                                                                     | 0 – 2                                                                    | Argentina                                                                | Qual. Mondiali 1958                                                      | -                                                                        |                                                                          |
| 20-10-1957                                                               | Buenos Aires                                                             | Argentina                                                                | 4 – 0                                                                    | Cile                                                                     | Qual. Mondiali 1958                                                      | -                                                                        |                                                                          |
| 27-10-1957                                                               | Avellaneda                                                               | Argentina                                                                | 4 – 0                                                                    | Bolivia                                                                  | Qual. Mondiali 1958                                                      | -                                                                        |                                                                          |
| 6-4-1958                                                                 | Montevideo                                                               | Uruguay                                                                  | 1 – 0                                                                    | Argentina                                                                | Amichevole                                                               | -                                                                        |                                                                          |
| 20-4-1958                                                                | Asunción                                                                 | Paraguay                                                                 | 1 – 0                                                                    | Argentina                                                                | Amichevole                                                               | -                                                                        |                                                                          |
| 26-4-1958                                                                | Avellaneda                                                               | Argentina                                                                | 2 – 0                                                                    | Paraguay                                                                 | Amichevole                                                               | -                                                                        |                                                                          |
| 30-4-1958                                                                | Buenos Aires                                                             | Argentina                                                                | 2 – 0                                                                    | Uruguay                                                                  | Amichevole                                                               | -                                                                        |                                                                          |
| 8-6-1958                                                                 | Malmö                                                                    | Germania Ovest                                                           | 3 – 1                                                                    | Argentina                                                                | Mondiali 1958 - Fase a gironi                                            | -                                                                        |                                                                          |
| 1-6-1958                                                                 | Halmstad                                                                 | Argentina                                                                | 3 – 1                                                                    | Irlanda del Nord                                                         | Mondiali 1958 - Fase a gironi                                            | -                                                                        |                                                                          |
| 15-6-1958                                                                | Helsingborg                                                              | Cecoslovacchia                                                           | 6 – 1                                                                    | Argentina                                                                | Mondiali 1958 - Fase a gironi                                            | -                                                                        |                                                                          |
| 8-3-1960                                                                 | San José                                                                 | Costa Rica                                                               | 0 – 0                                                                    | Argentina                                                                | Campionato Panamericano 1960                                             | -                                                                        |                                                                          |
| 10-3-1960                                                                | San José                                                                 | Argentina                                                                | 3 – 2                                                                    | Messico                                                                  | Campionato Panamericano 1960                                             | -                                                                        |                                                                          |
| 13-3-1960                                                                | San José                                                                 | Argentina                                                                | 2 – 1                                                                    | Brasile                                                                  | Campionato Panamericano 1960                                             | -                                                                        |                                                                          |
| 15-3-1960                                                                | San José                                                                 | Costa Rica                                                               | 0 – 2                                                                    | Argentina                                                                | Campionato Panamericano 1960                                             | -                                                                        |                                                                          |
| 17-3-1960                                                                | San José                                                                 | Argentina                                                                | 2 – 0                                                                    | Messico                                                                  | Campionato Panamericano 1960                                             | -                                                                        |                                                                          |
| 20-3-1960                                                                | San José                                                                 | Brasile                                                                  | 1 – 0                                                                    | Argentina                                                                | Campionato Panamericano 1960                                             | -                                                                        |                                                                          |
| 26-5-1960                                                                | Buenos Aires                                                             | Argentina                                                                | 4 – 2                                                                    | Brasile                                                                  | Copa Roca                                                                | -                                                                        |                                                                          |
| 29-5-1960                                                                | Buenos Aires                                                             | Argentina                                                                | 1 – 4 dts                                                                | Brasile                                                                  | Copa Roca                                                                | -                                                                        |                                                                          |
| 9-7-1960                                                                 | Buenos Aires                                                             | Argentina                                                                | 1 – 0                                                                    | Paraguay                                                                 | Coppa dell'Atlantico                                                     | -                                                                        |                                                                          |
| 12-7-1960                                                                | Rio de Janeiro                                                           | Brasile                                                                  | 5 – 1                                                                    | Argentina                                                                | Coppa dell'Atlantico                                                     | -                                                                        |                                                                          |
| Totale                                                                   |                                                                          | Presenze                                                                 | 127                                                                      |                                                                          | Reti                                                                     |                                                                          |                                                                          |

## Palmarès

### Giocatore

#### Club
- Campionato argentino: 2

Huracán: 1925, 1928

#### Individuale
- Capocannoniere del campionato mondiale di calcio: 1

Uruguay 1930 (8 gol)

### Allenatore

#### Club
- Campionato argentino: 3

Racing Club: 1949, 1950, 1951

#### Nazionale
- Campeonato Sudamericano de Football: 6  (record)

1941, 1945, 1946, 1947, 1955, 1957
- Giochi panamericani: 2

1951, 1955